# Lewis Moonie, Baron Moonie
Lewis George Moonie, Baron Moonie (* 25. Februar 1947 in Dundee) ist ein britischer Pharmakologe und Politiker der Labour Party, der fast 18 Jahre lang Abgeordneter des House of Commons war und seit 2005 als Life Peer Mitglied des House of Lords ist.

## Leben

### Studium und berufliche Laufbahn als Mediziner
Nach dem Besuch der Grove Academy begann Moonie ein Studium der Medizin an der University of St Andrews und schloss dieses Studium 1970 mit einem Bachelor of Medicine, Bachelor of Surgery (M.B.Ch.B.) ab. Nach Beendigung des Studiums war er zwischen 1970 und 1975 in verschiedenen ärztlichen Verwendungen tätig und erwarb 1975 einen Doktor im Fach Podiatrie (D.P.M.). Im Anschluss war er von 1976 bis 1980 als leitender medizinischer Berater und klinischer Pharmakologe bei Pharmaunternehmen in den Niederlanden, Schweiz sowie in Edinburgh tätig und 1979 Mitglied der Royal College of Psychiatrists.
In der Folgezeit absolvierte er ein postgraduales Studium der Gesundheitswissenschaften an der University of Edinburgh, das er 1981 mit einem Master of Science (M.Sc.) in Community Medicine beendete. Während dieser Zeit begann er 1980 eine Tätigkeit als Trainee für Gesundheitswissenschaften beim Gesundheitsamt von Fife und war im Anschluss dort von 1984 bis 1987 Berater für öffentliche Gesundheit.

### Unterhausabgeordneter und Oberhausmitglied
Bei den Unterhauswahlen am 11. Mai 1987 wurde Moonie als Kandidat der Labour Party erstmals als Abgeordneter in das House of Commons gewählt und vertrat dort annähernd 18 Jahre den Wahlkreis Kirkcaldy, ehe er bei den Unterhauswahlen am 5. Mai 2005 auf eine erneute Kandidatur verzichtete. Bei seiner letzten Wiederwahl bei den Unterhauswahlen am 7. Juni 2001 konnte er sich unter anderem gegen die Kandidatin der Scottish National Party, Shirley-Anne Somerville, durchsetzen.
Während seiner langjährigen Parlamentszugehörigkeit war er zunächst von 1988 bis 1989 Mitglied des Unterhausausschusses für das Schatzamt (Treasury) sowie im Anschluss erst Sprecher der oppositionellen Labour-Fraktion für Handel und Industrie sowie danach von 1992 bis 1994 für Wissenschaft und Technologie. Im Anschluss fungierte Moonie zwischen 1994 und 1995 als Oppositionssprecher für Industrie und zuletzt von 1995 bis 1997 als Sprecher der Opposition für das nationale Erbe.
Nach dem Wahlsieg der Labour Party bei den Unterhauswahlen vom 1. Mai 1997 und dem Amtsantritt von Premierminister Tony Blair wurde Moonie zunächst Mitglied des Verbindungsausschusses sowie der Kommission des House of Commons, ehe er am 31. Januar 2000 zum Parlamentarischen Unterstaatssekretär für Veteranen in das Verteidigungsministerium berufen wurde. Auf diesem Regierungsposten verblieb er bis zum 13. Juni 2003 und ist seit 2004 Mitglied des Aufsichtsrates von AEA Technology, einem privatisierten Unternehmen der Atomenergiebehörde UKAEA (United Kingdom Atomic Energy Authority).
Durch ein Letters Patent vom 22. Juni 2005 wurde Moonie nach seinem Ausscheiden aus dem Unterhaus als Life Peer mit dem Titel Baron Moonie, of Bennochy in Fife, in den Adelsstand erhoben. Kurz darauf erfolgte am 5. Juli 2005 seine Einführung (Introduction) als Mitglied des House of Lords. Im Oberhaus gehört er zur Fraktion der Labour Party.
Angesichts des Referendums 2016 über die weitere künftige Mitgliedschaft des Vereinigten Königreichs in der Europäischen Union schloss sich Moonie der Kampagne Labourleave an, die einem EU-Austritt befürwortet.